# Kanchal Gosain
Kanchal Gosain är en stad i Udham Singh Nagar-distriktet i delstaten Uttarakhand i Indien. Folkmängden uppgick till 4 632 invånare vid folkräkningen 2011.